# Alexander Stadium
L'Alexander Stadium è uno stadio internazionale per l'atletica leggera situato all'interno di Perry Park a Perry Barr, Birmingham in Inghilterra.
È il principale stadio di atletica leggera dei Giochi del Commonwealth del 2022. Ha ospitato la Diamond League, nota come gli eventi annuali del British Grand Prix dal 2011 e dovrebbe ospitare la 2ª serie di Diamond League nel maggio 2022, i Campionati dell'Associazione di atletica leggera amatoriale, ed è stata la sede dei Campionati mondiali di atletica leggera paralimpica del 1998. Ha ospitato una partita degli England Monarchs nel 1998 con una partecipazione di 8.000 spettatori. Ospita spesso i campionati di atletica leggera delle scuole inglesi, alternandosi ogni pochi anni con Gateshead, tuttavia nel 2019 i campionati non si sono svolti a causa della sua demolizione e ricostruzione per i Giochi del Commonwealth del 2022.
La costruzione dello stadio originale iniziò nel 1975 e fu inaugurato nel 1976. È la sede del Birchfield Harriers, uno dei club di atletica leggera più conosciuti del Regno Unito, che sostituito la sua ex sede con l'Alexander Sports Ground.
La riqualificazione dello stadio è iniziata nell'autunno 2019 ed è stata completata entro la primavera del 2022, in tempo per i Giochi del Commonwealth del 2022.

## Struttura
Lo stadio ha una pista per atletica leggera con superficie sintetica a otto corsie con un rettilineo a dieci corsie. Prima della riqualificazione, c'erano 7.000 posti coperti in tre tribune separate chiamate Main, Knowles (da Dick Knowles) e Nelson (da Doris Nelson Neal OBE) e una tribuna da 5.000 posti sul rettilineo posteriore.
| Tipo di evento            | Capacità        |
| ------------------------- | --------------- |
| Eventi sportivi           | 12.700 (seduti) |
| Eventi di musica dal vivo | Circa 20.000    |

## Diamond League
Dal 2011 l'Alexander Stadium ha ospitato il prestigioso tour mondiale di atletica leggera Diamond League fino al 2019 quando è iniziata la ristrutturazione dell'impianto. Il 21 maggio a Birmingham si è disputata la 2ª serie del tour 2022.

## Eventi musicali
Lo stadio ha ospitato molti eventi musicali, tra cui un festival di un giorno chiamato Party in the Park gestito dalla radio BRMB (ora Free Radio Birmingham) con la partecipazione di artisti come Nelly Furtado, Westlife, Natasha Bedingfield, Blue, Sugababes, Girls Aloud e The Calling. L'evento è stato successivamente spostato a Cannon Hill Park, in una parte più centrale della città, facilitando così la partecipazione delle persone del sud di Birmingham.

## Espansione

### 2011
Nel 2011 l'Alexander Stadium subì un'espansione e una ristrutturazione di 12,5 milioni di sterline, inclusa la costruzione di una tribuna da 5.000 posti di fronte all'attuale tribuna principale. Ciò portò la capacità a 12.700 posti. Il nuovo impianto divenne anche la sede degli uffici di UK Athletics. L'impianto fu completato nel giugno 2011, in tempo per ospitare il British Grand Prix della Diamond League nel luglio dello stesso anno.

### 2017-presente
Nel giugno 2017, durante la preparazione della proposta di Birmingham per ospitare i Giochi del Commonwealth del 2022, il comitato propose di rinnovare l'Alexander Stadium e di utilizzarlo per ospitare l'atletica leggera e le cerimonie di apertura e chiusura dei Giochi.
L'11 aprile 2018, il primo ministro britannico Theresa May annunciò uno stanziamento di 70 milioni di sterline (ca. 90 milioni di dollari) per trasformare l'Alexander Stadium in un impianto per l'atletica leggera di livello mondiale in prospettiva dei Giochi del Commonwealth del 2022, durante i quali avrebbe potuto ospitare 40.000 spettatori. Nell'ottobre 2018 il Birnibgham City Council scelse lo studio di progettazione e ingegneria britannica Arup  per riprogettare lo stadio e l'impresa edile britannica Mace per eseguire il progetto di ristrutturazione dello stadio.
Il 21 giugno 2019, il consiglio comunale di Birmingham pubblicò le immagini e i progetti per la ristrutturazione dell'Alexander Stadium e affermò che avrebbe creato una risorsa per l'area di Perry Barr.
Il 30 gennaio 2020, il comitato di pianificazione del consiglio comunale di Birmingham ha approvato i progetti di ristrutturazione dell'Alexander Stadium che costeranno 72 milioni di sterline. Dopo i giochi, le tribune temporanee attorno alle curve della pista verranno rimosse, lasciando le due tribune permanenti con 18.000 posti a sedere, con la possibilità di estenderli a 40.000 per eventi importanti. Nel marzo 2020, il consiglio comunale ha scelto l'azienda nordirlandese McLaughlin &amp; Harvey per ristrutturare lo stadio.

## Incidenti
Il 22 marzo 2016 l'atleta Lauren Jeska, di Lancaster, attaccò allo stadio Ralph Knibbs, giudice di gara di atletica leggera del Regno Unito, accoltellandolo più volte. La Jeska aveva temuto che i suoi record negli eventi femminili sarebbero stati annullati a causa della transfobia. In seguito si dichiarò colpevole di tentato omicidio e venne condannata a 18 anni di reclusione.